# Luigi Cevenini
Luigi Cevenini (Milán, Provincia de Milán, Italia, 13 de marzo de 1895 - Villa Guardia, Provincia de Como, Italia, 23 de julio de 1968) fue un futbolista y director técnico italiano. Se desempeñaba en la posición de centrocampista.

## Selección nacional
Fue internacional con la selección de fútbol de Italia en 29 ocasiones y marcó 11 goles. Debutó el 31 de enero de 1915, en un encuentro amistoso ante la selección de Suiza que finalizó con marcador de 3-1 a favor de los italianos.

## Clubes

### Como futbolista
| Club           | País   | Año         |
| -------------- | ------ | ----------- |
| A. C. Milan    | Italia | 1911 - 1912 |
| Inter de Milán | Italia | 1912 - 1915 |
| A. C. Milan    | Italia | 1915 - 1919 |
| Inter de Milán | Italia | 1919 - 1921 |
| U. S. Novese   | Italia | 1921 - 1922 |
| Inter de Milán | Italia | 1922 - 1927 |
| Juventus F. C. | Italia | 1927 - 1930 |
| A. C. Messina  | Italia | 1930 - 1933 |
| Novara Calcio  | Italia | 1933 - 1934 |
| Calcio Como    | Italia | 1934 - 1935 |
| A. S. Varese   | Italia | 1935 - 1936 |
| U. S. Arezzo   | Italia | 1939        |

### Como entrenador
| Club               | País   | Año         |
| ------------------ | ------ | ----------- |
| A. C. Messina      | Italia | 1930 - 1933 |
| Calcio Como        | Italia | 1934 - 1935 |
| A. S. Varese       | Italia | 1935 - 1936 |
| U. S. Arezzo       | Italia | 1939        |
| U. S. Civitanovese | Italia | 1942 - 1943 |

## Palmarés

### Campeonatos nacionales
| Título  | Club           | País   | Año     |
| ------- | -------------- | ------ | ------- |
| Serie A | Inter de Milán | Italia | 1919-20 |
| Serie A | U. S. Novese   | Italia | 1921-22 |